# Taina Tukuafu
 (octobre 2024).
Pas d'image ? Cliquez ici

a Compétitions nationales et continentales officielles uniquement.

b Matchs officiels uniquement.
Taina Tukuafu, née le 18 août 2001 à Kahuku (en) (États-Unis), est une joueuse internationale américaine de rugby à XV évoluant au poste de demi de mêlée.

## Biographie
Taina Tukuafu naît le 18 août 2001 à Kahuku (en) aux États-Unis. Elle joue en 2024 avec les Berkeley All Blues (en).
Elle cumule, à la fin de l'été 2024, 10 sélections en équipe des États-Unis quand elle est retenue pour le WXV au Canada.